# Robert Bouquillon
Robert Bouquillon né le 18 janvier 1923 à Douai (Nord) et mort le 18 février 2013 à Uzès (Gard) est un peintre, illustrateur et lithographe français de la seconde École de Paris.
Il est le frère cadet du sculpteur Albert Bouquillon (1908-1997).

## Biographie

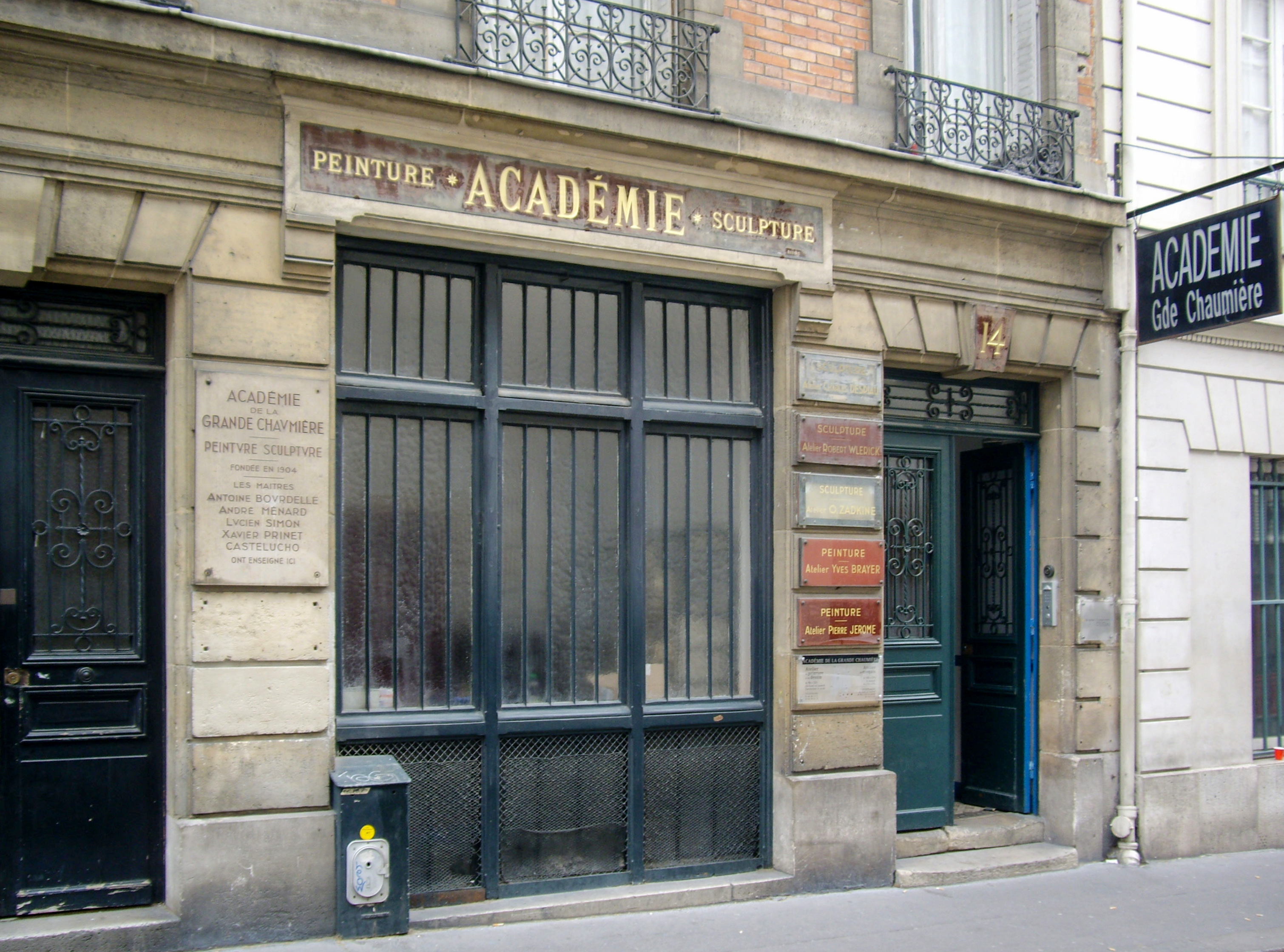
Académie de la Grande Chaumière, Paris

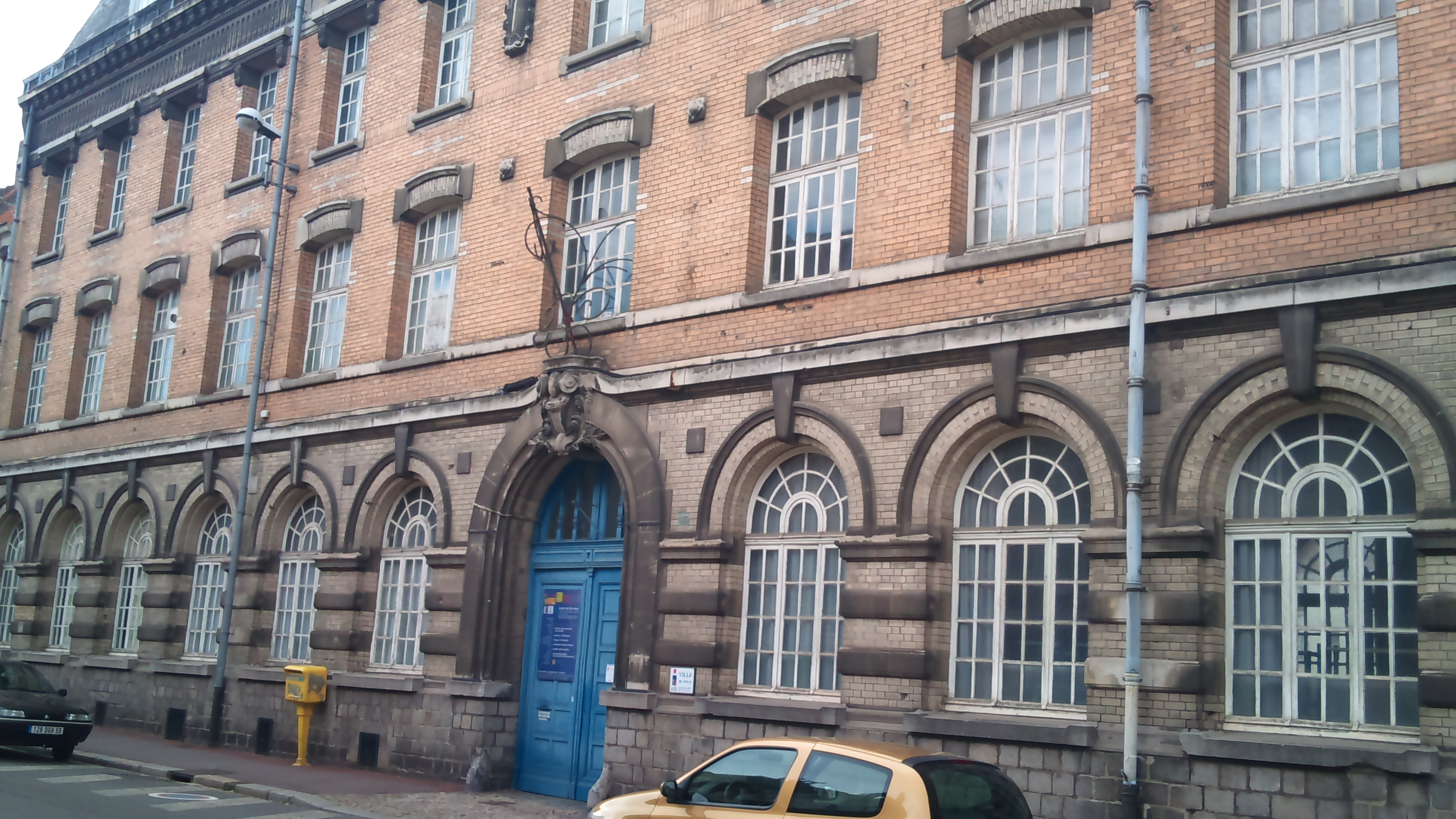
École des beaux-arts de Douai.

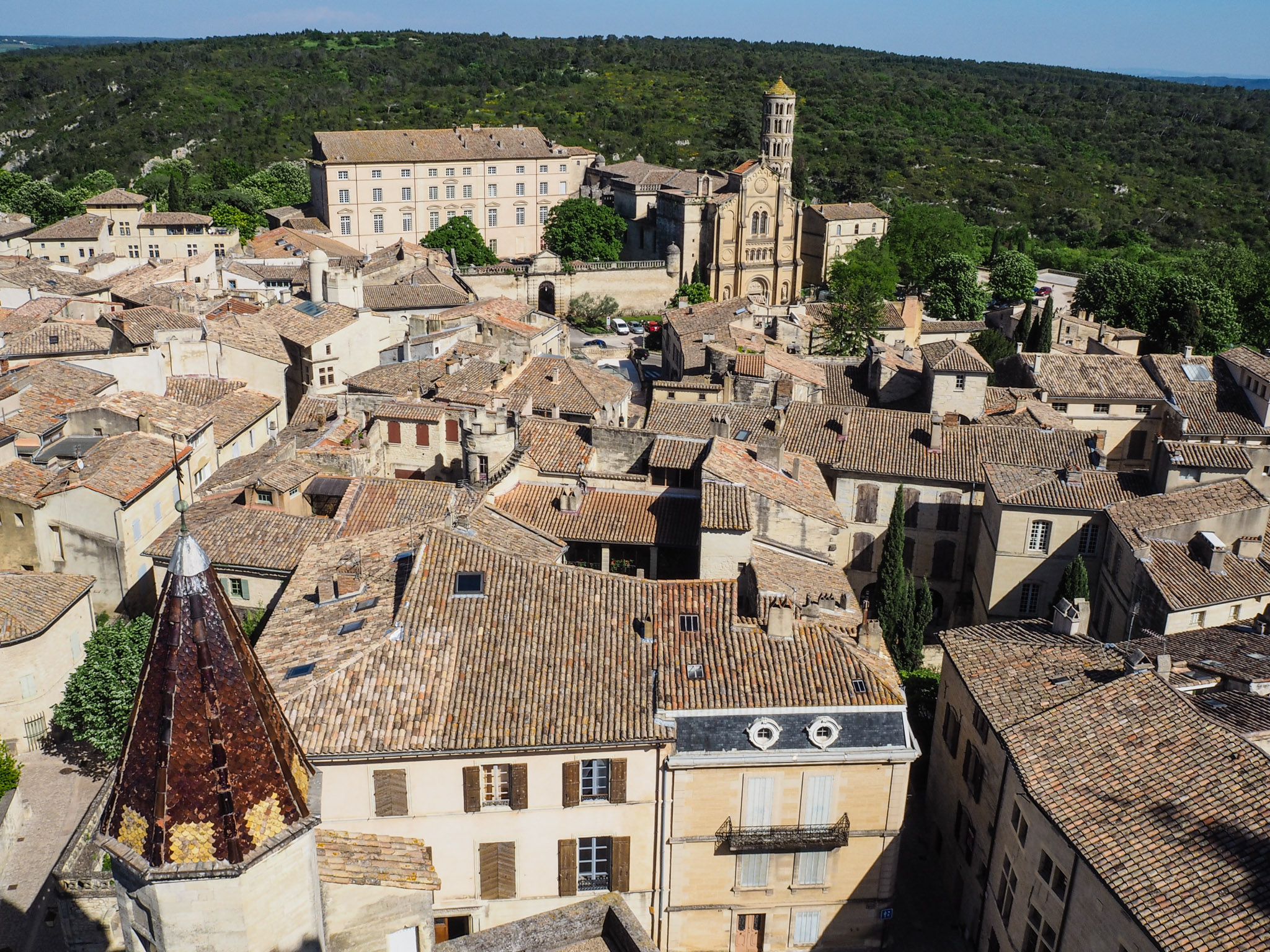
Uzès.

Robert Bouquillon est successivement élève de l'École des beaux-arts de Douai de 1940 à 1942, de l'École nationale supérieure des Beaux-Arts de Paris de 1943 à 1945 où il est récompensé d'un premier prix de dessin, et de l'Académie de la Grande Chaumière à Montparnasse.
Sélectionné par deux fois pour le prix de la Critique en même temps que Bernard Buffet, Bernard Lorjou et Serge Poliakoff, il est en parallèle pianiste au cabaret L'Écluse sur le quai des Grands-Augustins de Saint-Germain-des-Prés, accompagnant et se liant d'amitié avec de jeunes artistes qui s'y produisent alors comme Barbara, Catherine Sauvage, Jean-Pierre Darras et Philippe Noiret.
Après avoir vécu au 2, rue Mizon dans le 15e arrondissement de Paris, puis à Lambres-lez-Douai le temps de son professorat à l'École des beaux-arts de Douai, les années 1960 étant marquées par son intérêt pour la mosaïque et la tapisserie, il choisit dans les années 1970 de s'installer dans le Gard, d'abord à Collias, puis avenue Louis-Alteirac à Uzès.
Il a longtemps privilégié dans ses œuvres les représentations du Nord avec la mine, les péniches, les canaux, les plages du Nord, la pluie (Les Parapluies), pour ensuite peindre Étretat, Venise ou la Camargue ainsi que, dans un esprit musicaliste, des Hommages à Mozart, Claude Debussy, Maurice Ravel et Duke Ellington.
Il meurt, deux semaines après son épouse Germaine, le 18 février 2013 à Uzès.

## Illustrations
- Jean-Noël Cordier, Les rivages des airs. Vingt deux poèmes, illustrations de Robert Bouquillon, Charlieu, La Bartavelle éditeur, 1992.
- Denise Jardy-Ledoux, Venise ou les palais démaquillés, couverture de Robert Bouquillon, Éditions Douayeul, collection « Poésie », 2005.

## Expositions

### Expositions personnelles
- Galerie Saint-Placide, Paris, 1952.
- Galerie Art vivant, Paris, 1954.
- Robert Bouquillon - Rétrospective, halle aux draps de l'hôtel de ville, Douai, 1961[6], octobre 2023 (Centenaire de la naissance de l'artiste)[9],[10].
- Robert Bouquillon. Rétrospective, médiathèque d'Uzès, 2009[7].
- Hommage à Robert Bouquillon, espace Ladislas-Kijno, Sin-le-Noble, septembre-octobre 2009.
- Maison des jeunes et de la culture de Lambres-lez-Douai, novembre-décembre 2012[11].
- Hommage à Robert Bouquillon - Centenaire de sa naissance, halle aux draps de l'hôtel de ville, Douai, octobre 2023[12].

### Expositions collectives

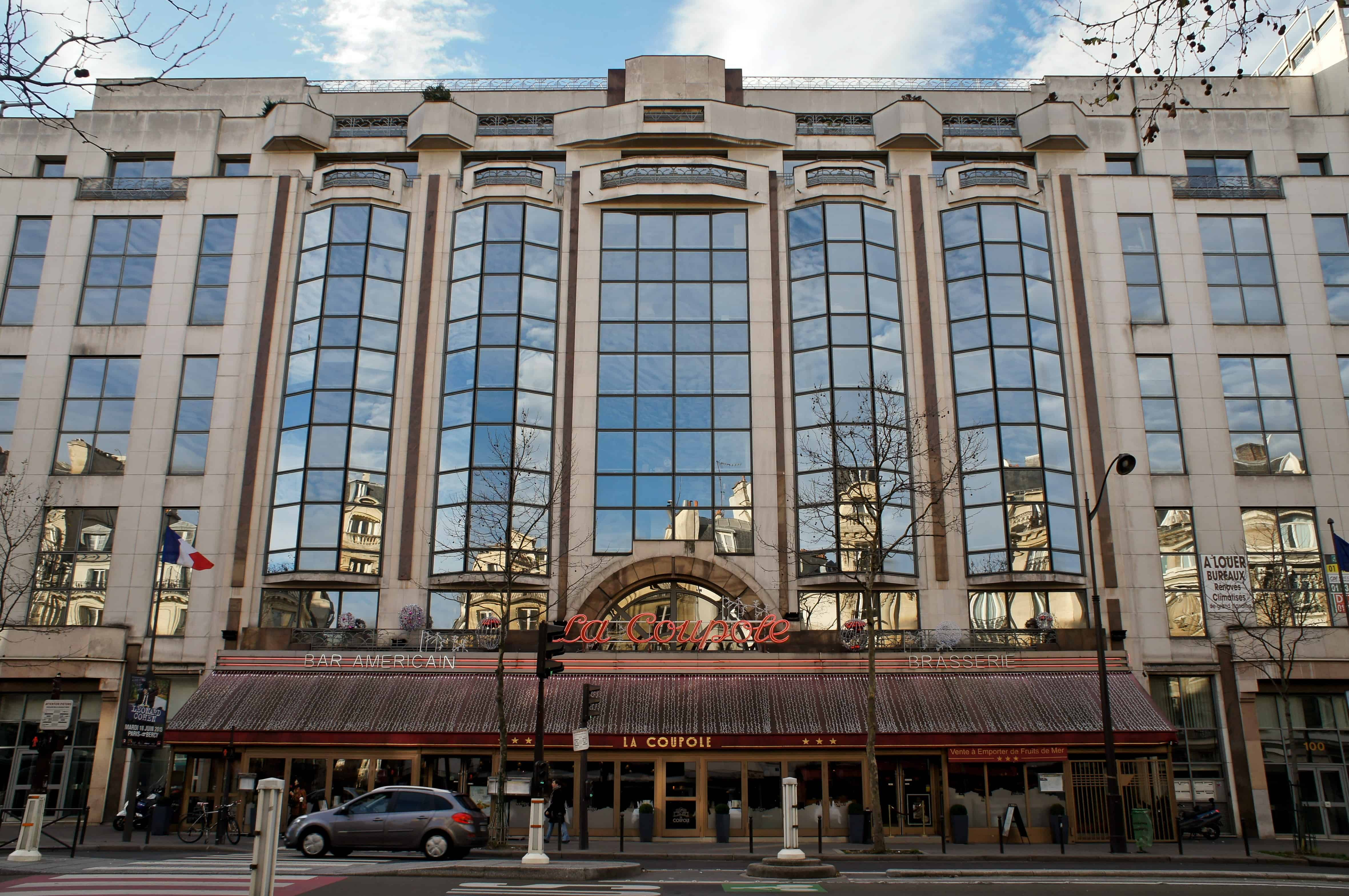
La Coupole, Paris, 1951.

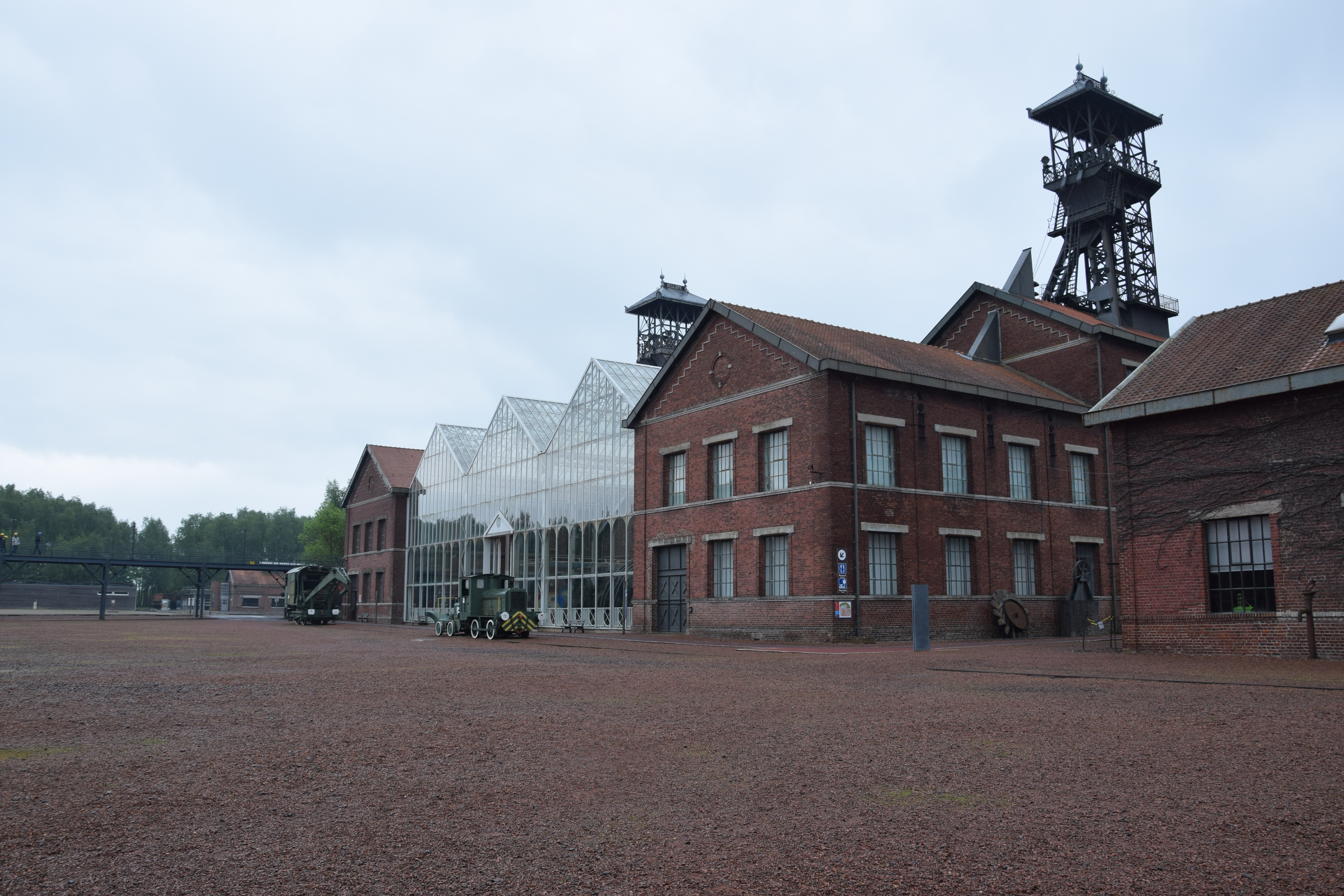
Centre historique minier de Lewarde, 2007.

- Bimillénaire de Paris - Comité Montparnasse - Exposition de peintres et sculpteurs de l'École de Paris, La Coupole, Paris, juin-juillet 1951[5].
- Salon de la Jeune Peinture, Paris, de 1953 à 1958[3].
- Salon Comparaisons, Paris, 1955.
- Salon de la Société nationale des beaux-arts, Paris, avril 1956[13].
- École de Paris, galerie Charpentier, Paris, 1957.
- Festival mondial de la jeunesse et des étudiants, Moscou, juillet-août 1957.
- Salon du Nord en hommage à Henri Matisse, salle Fantasio, Hénin-Beaumont, avril-mai 1959.
- Salon des peintres témoins de leur temps, palais Galliera, Paris, 1959.
- L'art à la ferme. Robert Bouquillon, Thierry Blot, Daniel Pecqueur, La Cense du vieux soldat, Comines, novembre-décembre 1990[2].
- Sortie de réserve. Œuvres d'art du Centre historique minier, Centre historique minier de Lewarde, avril-septembre 2007[14].
- Centre d'art rhodanien Saint-Maur, Bagnols-sur-Cèze, Robert Bouquillon invité d'honneur, novembre 2010.
- Nouvelles acquisitions, musée Georges-Borias, Uzès, février 2014[15].
- Participations non datées à Paris : Salon d'Automne, Salon du dessin et de la peinture à l'eau.

## Réception critique
- « Un des plus doués de sa génération. » - Francis Carco[16]
- « Originaire du Nord, il fut le peintre de la mine, des canaux et de la pluie. » - Dictionnaire Bénézit[3]

## Collections publiques

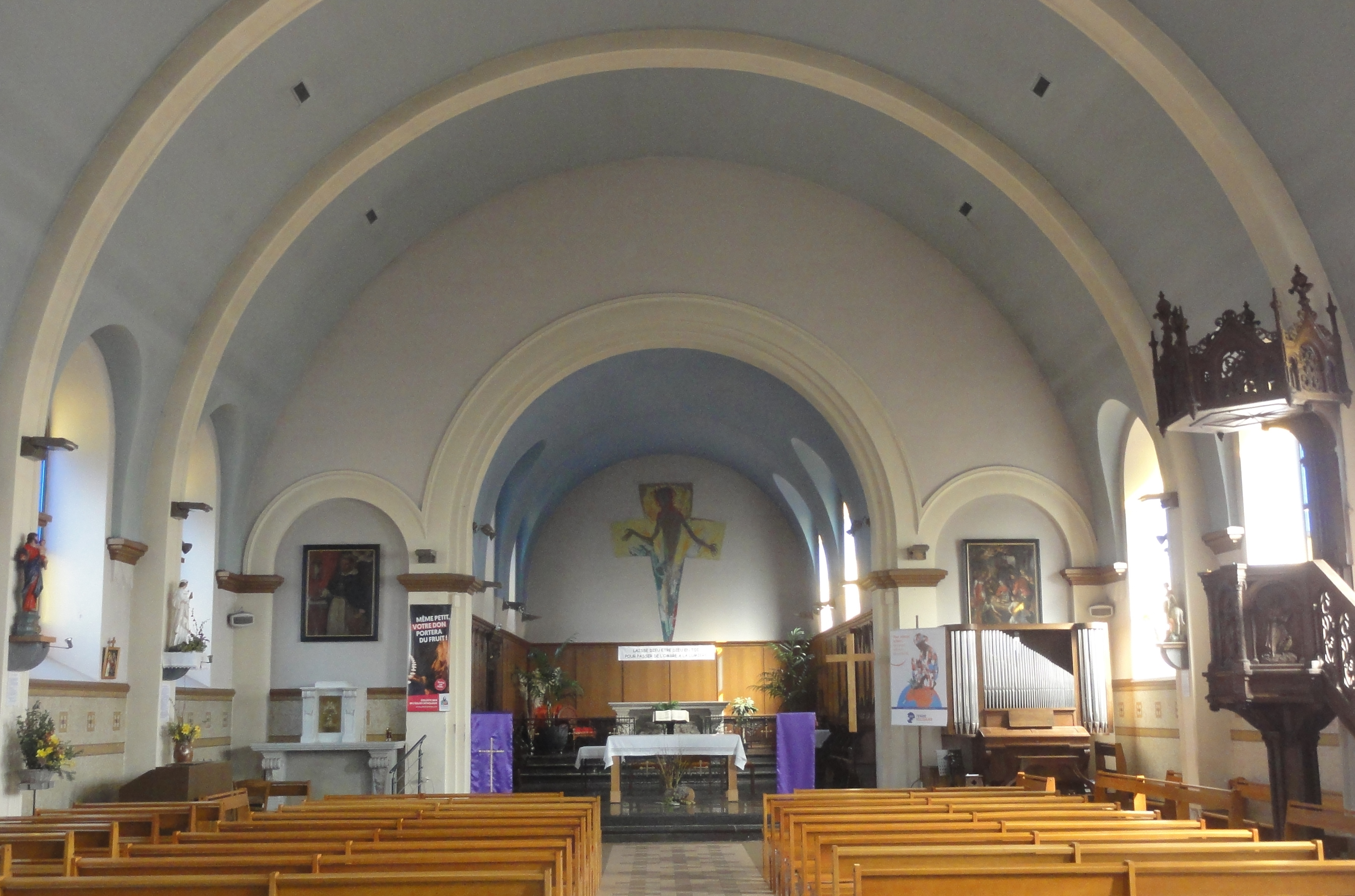
Église Saint-Martin de Cuincy.

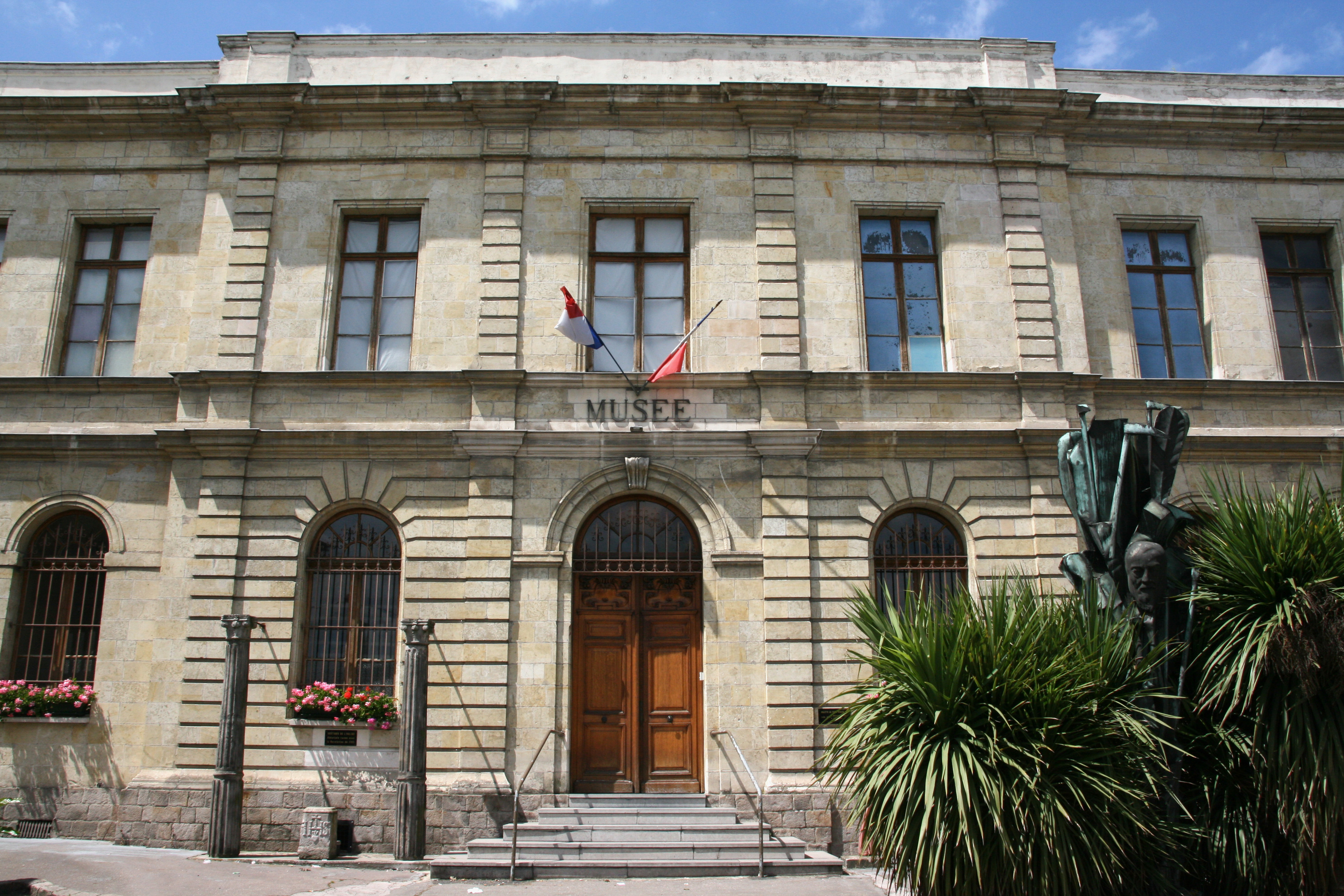
Musée d'Archéologie et d'Histoire locale de Denain.

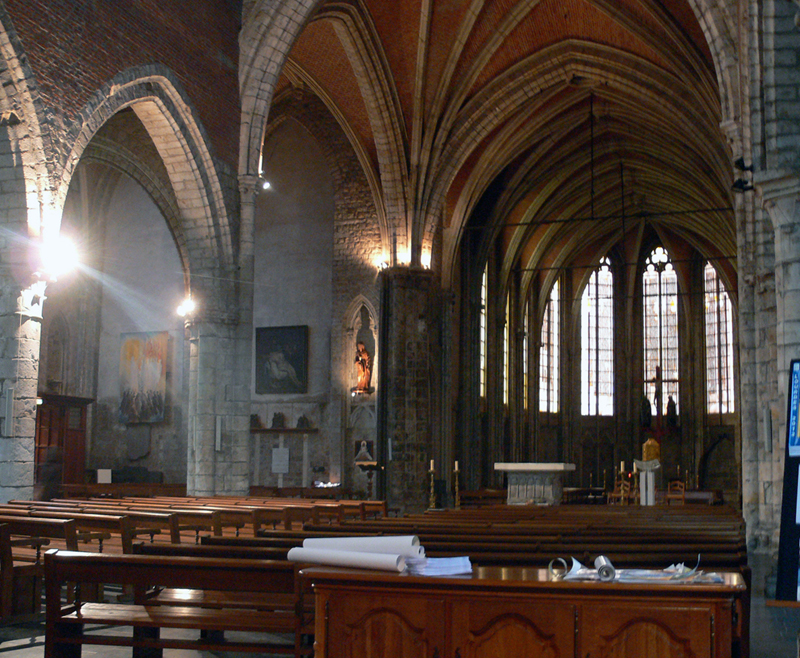
Église Notre-Dame de Douai.

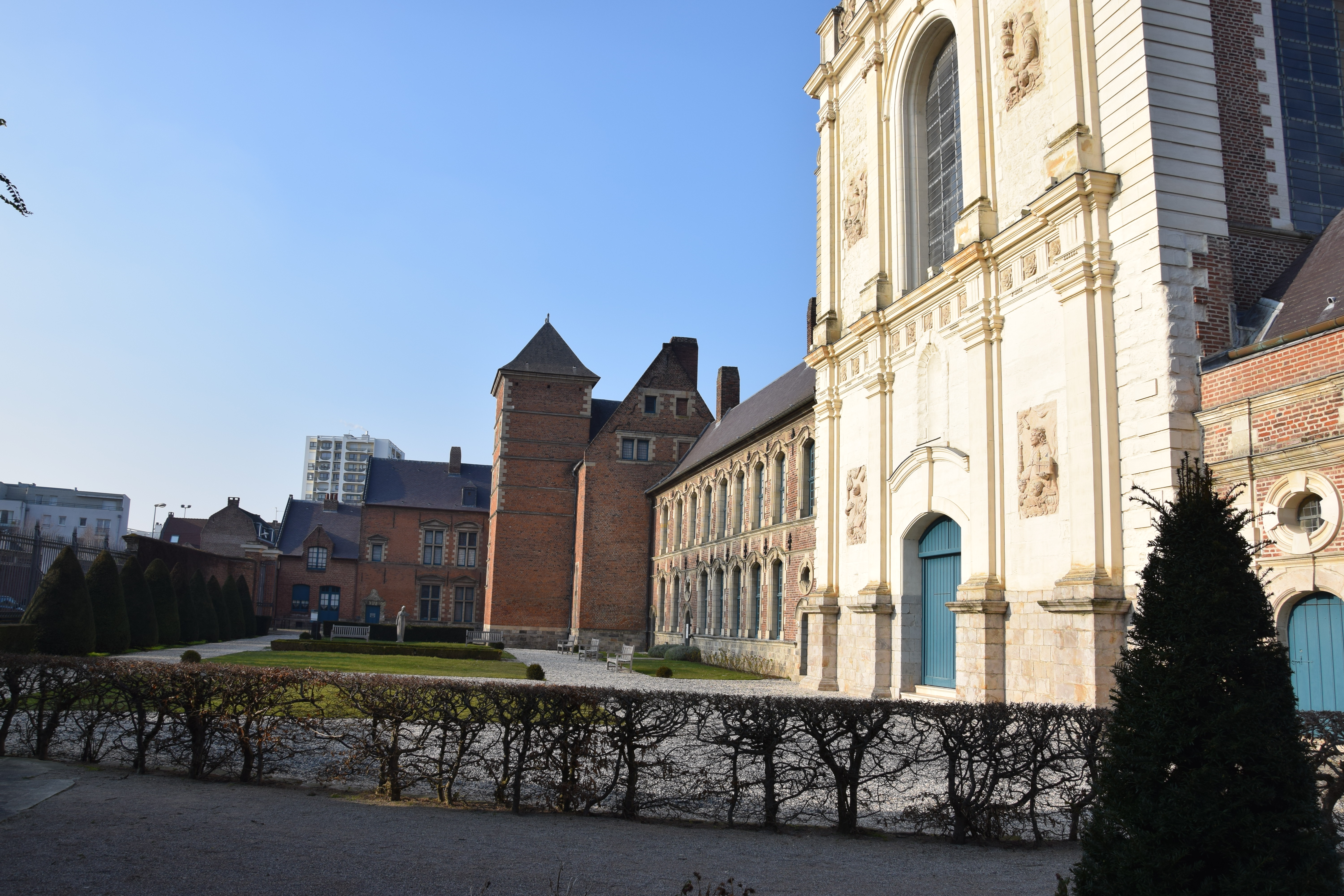
Musée de la Chartreuse de Douai.

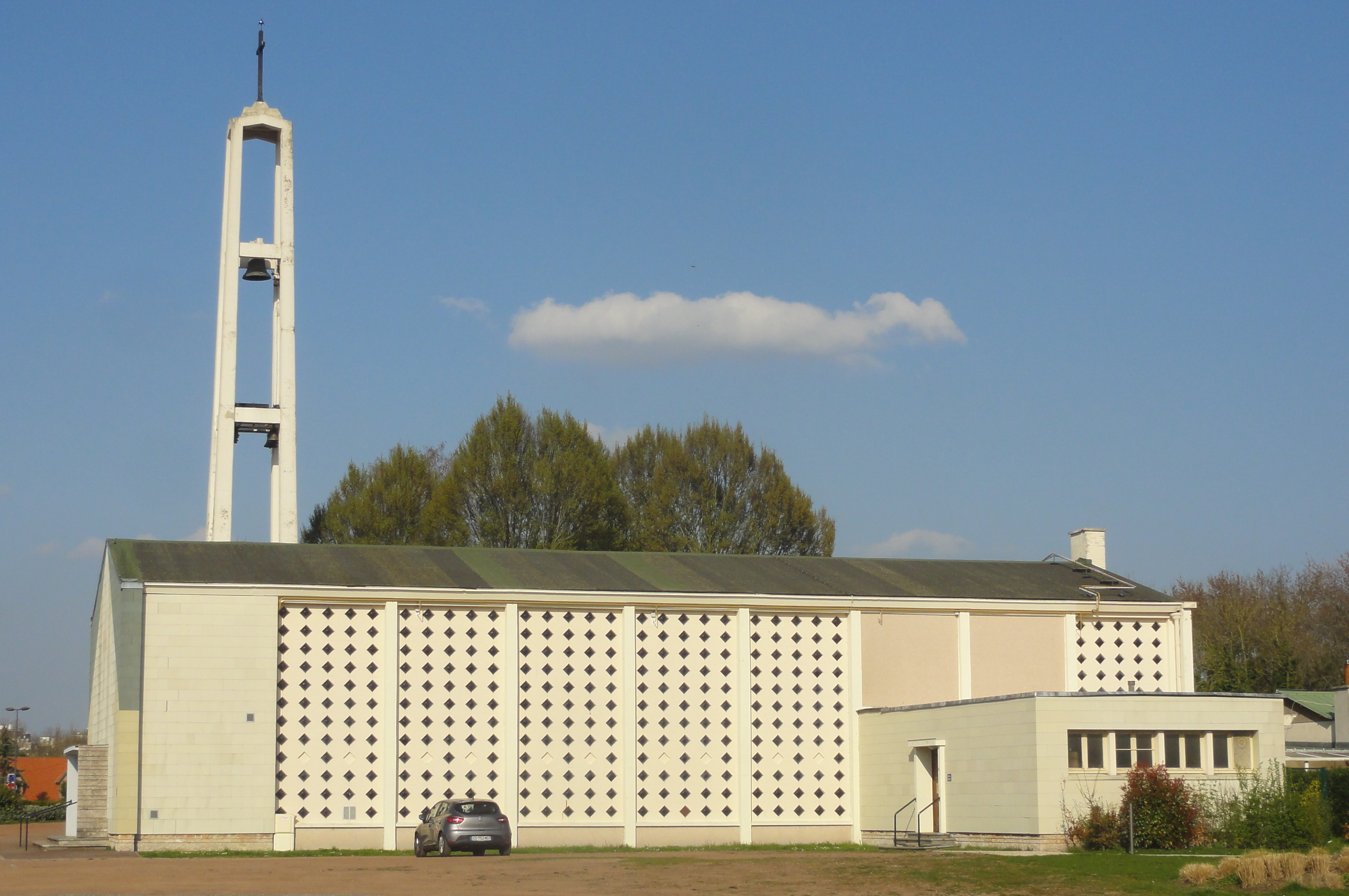
Église Saint-Sarre, Lambres-lez-Douai

- Alès, musée-bibliothèque Pierre-André-Benoit.
- Auby , château-mairie[17] :
  - Le Chemin des Asturies à Pont-de-la-Deûle, huile sur toile ;
  - Terril, 1953, huile sur toile.
- Chateauroux, préfecture de l'Indre, L'écluse, huile sur toile 97x130cm, vers 1954 (dépôt du Centre national des arts plastiques)[18].
- Cuincy, église Saint-Martin : Christ, fresque.
- Denain, musée d'Archéologie et d'Histoire locale[19].
- Douai :
  - conservatoire à rayonnement régional de Douai : tapisserie.
  - église Notre-Dame, transept gauche : tapisserie[20].
  - hôtel de ville.
  - lycée de garçons : décorations en collaboration avec Albert Bouquillon, Georges Delplanque et Émile Morlaix.
  - musée de la Chartreuse :
    - Le Jeune mineur, huile sur toile[21] ;
    - Le mineur, huile sur toile 146x97cm, 1951 (dépôt du Centre national des arts plastiques)[22] ;
    - Les Péniches, 1952, huile sur toile, 65 × 100 cm[23] ;
    - Le Pêcheur aux péniches, 1958, huile sur toile, 50 × 65 cm[24].
- Épinal, musée départemental d'Art ancien et contemporain[3].
- Lambres-lez-Douai :
  - église Saint-Sarre, Christ en croix en mosaïque vénitienne et mosaïque rose extérieure, 1965[25],[26]. « Robert Bouquillon, décrit Yvette Flahaut, a laissé derrière l'autel le grand rideau en béton agrémenté de mosaïques. Une grosse pierre de verre de Venise symbolise le rayonnement du Christ, les morceaux du tombeau y sont mêlés à ceux de la Croix. Au centre, le Christ, bras ouverts, mais tordu, souffrant, crucifié pour le monde. Les mains semblent attirer vers lui la vie et le pardon. Aux pieds du Christ une flamme jaillit comme une vie lumineuse : de la Croix jaillit la vie, le Christ est ressuscité. Tout autour, comme s'ils s'effaçaient, les quatre silhouettes des évangélistes, à peine visibles dans le ciment. En mosaïque lumineuse, l'évangéliste Jean prend l'apparence de l'aigle, Luc celle du taureau ailé, Marc celle d'un lion ailé et Matthieu celle d'un homme qui, avec ses ailes, s'apparente à un ange. Résurrection étincelante, éblouissante du Christ. »[27]
  - mairie : Les Pigeons, 1956, dessin[28].
- Lewarde, Centre historique minier de Lewarde[14].
- Marles-les-Mines, mairie : Les mineurs, encre de Chine 61,5x47cm, 1951 (dépôt du Centre national des arts plastiques)[29].
- Montluçon, sous-préfecture : La petite maison blanche, huile sur toile 62,5x198cm, 1953 (dépôt du Centre national des arts plastiques)[30].
- Paris :
  - Fonds d'art contemporain - Paris Collections : Profil de mineur, lavis d'encre de Chine 63,5x50cm, 1956[31].
  - musée d'Art moderne de la ville de Paris[3].
- Poitiers, musée Sainte-Croix[3].
- Uzès, musée Georges-Borias : Le Portalet, huile sur toile, 2007[15].

## Collections privées
- Usine Georges-Besse, Cuincy.
- Clinique des Augustins, Douai.
- Philippe Noiret[7].

## Récompenses
- Prix du peintre, galerie Durand-Ruel, 1955.

## Hommages
- La Ville de Lambres-lez-Douai a donné en 2012 le nom de Robert Bouquillon à la rue où il vécut[28].

## Élèves
- Alain Béral[32].
- Adolphe Coustenoble.
- Michel Rouillard.
- Fabien Turblin.

### Filmographie
- Dans l'atelier de Robert Bouquillon, film de Didier Lannoy, Uzès, 8 min 04 s, 2006 (en ligne sur Vimeo).
- Robert Bouquillon, film réalisé aux fins de sa projection permanente pendant l'exposition à la Maison des jeunes et de la culture de Lambres-les-Douai, 13 min 00 s, 2012 (en ligne sur YouTube).